# Vasilijus Lendel
Vasilijus Lendel (Panevėžys, 5 de abril de 1995) es un deportista lituano que compite en ciclismo en la modalidad de pista. Ganó una medalla de bronce en el Campeonato Europeo de Ciclismo en Pista de 2020, en la prueba de velocidad individual.

## Medallero internacional
| Campeonato Europeo | Campeonato Europeo | Campeonato Europeo | Campeonato Europeo   |
| Año                | Lugar              | Medalla            | Competición          |
| ------------------ | ------------------ | ------------------ | -------------------- |
| 2020               | Plovdiv (Bulgaria) | Medalla de bronce  | Velocidad individual |